# Mangetti-Block
Der Mangetti-Block ist ein geographisches Gebiet im Nordosten Namibias. Es liegt östlich vom Etosha-Nationalpark in der Region Oshikoto.
Der Mangetti-Block ist Eigentum der namibischen Regierung und wird von dieser an Kommunalfarmer verpachtet. Der Mangetti-Block entstand im Jahr 1970 als ein Projekt der ENOK, einem Vorläufer der Namibia Development Corporation (NDC; namibische Entwicklungsgesellschaft) und stellt heute bezüglich der Besitzverteilung von Ländereien in Namibia eine Besonderheit dar.
Das Gebiet wird heute vom Landwirtschaftsministerium verwaltet, welches auch in regelmäßigen Abständen eine kostenlose Wartung von Pumpen und Bohrlöchern durchführt.
2004 gab es im Mangetti-Block 106 eingezäunte Farmen, welche alle in etwa gleich groß waren. Die überwältigende Mehrheit dieser Farmen hat sich auf Rinderhaltung spezialisiert. Die jeweilige Farmgröße lag dabei zwischen 1100 ha und 1300 ha. Den einzelnen Farmern steht dabei aber die Möglichkeit offen, mehr als nur eine Farm zu pachten.
Eine Besonderheit der Verwaltung ist die Tatsache, dass im Mangetti-Block die zu zahlende Pacht auf Basis der je Farm gehaltenen Rinder berechnet wird und nicht, wie meist üblich, auf Grundlage der gepachteten Fläche. So soll ein zu hoher Besatz des Gebietes mit Rindern, und damit eine Überweidung der von der Regierung zur Verfügung gestellten Landressource, verhindert werden. Deshalb muss jeder Pächter die Anzahl der von ihm gehaltenen Rinder einmal im Monat an das Ministerium weiterleiten. Dabei waren 2004 pro Farm nicht mehr als 120 Rinder erlaubt.
Weil es jedoch weiterhin an effektiven Kontrollen fehlt, stellt die Überweidung der Flächen auch im Mangetti-Block mittlerweile ein zunehmendes Problem dar. Darüber hinaus entstanden, über die Jahre hinweg, um den Mangetti-Block herum, viele illegale Farmen, was besonders für die Jahre nach der Unabhängigkeit des Landes gilt. Bei Letzterem spielt jedoch die Ungenauigkeit des betreffenden Gesetzes eine maßgebliche Rolle, weil es die Frage, ob nun die Regierung, die Gemeinde oder die Stammesoberhäupter (im Gebiet um den Mangetti-Block vor allem die Ndonga-Könige sowie die Könige der Uukwanyama) zur Vergabe von Land befugt sind, nicht klar genug beantwortet. Außerdem beansprucht jede dieser drei Parteien dieses Recht weiterhin für sich.
Dennoch war das Projekt über die Jahre hinweg durchaus erfolgreich und viele Mangetti-Farmer gelten heutzutage als durchaus wohlhabend.
Ab 2006 begann die namibische Regierung damit, die Grenzen aller eingezäunten Farmen im Mangetti-Block zu prüfen und neu zu definieren. Die Befürchtung, dass einzelne Farmer des Mangetti-Blocks im Zuge dieser Reform ihr Land verlieren würden, wurde von Regierungskreisen dementiert. Viel mehr spielt man bei diesem Entschluss mit dem Gedanken, das Gebiet in kleinere Einheiten zu untergliedern, um dadurch so vielen Menschen wie möglich dort eine Lebensgrundlage bieten zu können. Dennoch reagierten die Stammesoberhäupter der Kwanyama und Ndonga auf diesen Vorstoß der Regierung mit dem sofortigen Hinweis an ihre Bürger, ihre Farmen so schnell wie möglich legal registrieren zu lassen.
2006 wurde im Mangetti-Block ein neuer  Veterinärzaun gezogen, da der bis dahin bestehende Zaun inzwischen durch Beschädigung und Zerstörung unbrauchbar geworden war. So soll eine eventuelle Ausbreitung von im Norden Namibias vorkommenden Tierkrankheiten in die südlicheren Gefilde des Landes effektiv verhindert werden.